# Чернобил (минисериал)
„Чернобил“ (на английски: Chernobyl) е минисериал по идея и сценарий на Крейг Мейзин с режисьор Йохан Ренк. В него се разказва за аварията в Чернобил на 26 април 1986 г. Главните роли се изпълняват от Джаред Харис, Стелан Скарсгорд и Емили Уотсън. Излъчването му е от 6 май 2019 г. до 3 юни 2019 г. по HBO.

## Продукция

### Заснемане
Снимките започват през април 2018 г. в Литва. През май 2018 г. започва заснемането във Фабийонишкес, който е жилищен квартал във Вилнюс и служи като заместител на Припят, тъй като е запазил автентична съветска атмосфера. Снимките продължават 16 седмици.